# 彭奇
彭奇（Penge）是倫敦的一個地區，位於倫敦東南郊區，屬於布羅姆利倫敦自治市。這裡著名的居民包括滾石樂隊成員比爾·懷曼等人。2011年，彭奇有人口17,326人。